# 란레 케힌데
란레 케힌데(1994년 5월 7일 ~ )는 나이지리아의 축구 선수이다. 포지션은 공격수이다. K리그 시절 등록명은 케힌데였다.

## 클럽 경력
케힌데는 나이지리아의 도미니온 핫스퍼에서 커리어를 시작했다. 2012-13시즌을 앞두고 이스라엘 프리미어리그의 마카비 텔아비브 FC로 이적했다. 하지만 2012-13시즌 리그 0경기 출장에 그쳤으며 2013-14시즌을 앞두고 하코아 아미달 라마트간 FC로 임대 이적했다. 하코아 아미달 라마트간에서 케힌데는 리그 28경기 출전 8골을 기록했다. 이후 2014-15시즌에는 하포엘 아풀라 FC로 임대 이적했다. 하포엘 아풀라에서 케힌데는 32경기 출전 20골을 기록했다.
임대 복귀 이후 케힌데는 마카비 텔아비브 FC를 떠나 하포엘 크파르사바로 이적했다. 이후 하포엘 아코로 이적했다.
2016-17시즌을 앞두고 케힌데는 아랍에미리트의 푸자이라 SC로 이적했다. 하지만 케힌데는 푸자이라 SC에서 기회를 잡지 못하였으며 반 시즌 후 TTF 1.리그의 엘라지스포르로 임대 이적했다.
2017-18시즌을 앞두고 케힌데는 MKE 앙카라귀쥐로 이적했다. 이후 2018-19시즌 겨울 이적시장에서 데니즐리스포르로 이적했다. 케힌데는 데니즐리스포르에서 리그 15경기 출전 10골을 기록하는 활약을 펼쳤다.
2019시즌 여름 이적시장에서 케힌데는 K리그1의 인천 유나이티드로 이적했다. 2019년 7월 30일에 열린 경남 FC와의 K리그1 경기에서 인천 입단 이후 첫 경기를 치렀다. 하지만 인천 입단 이후 한동안 케힌데는 공격 포인트를 전혀 기록하지 못하는 부진에 빠졌다. 그러던 2019년 11월 24일에 열린 상주 상무와의 리그 경기에서 케힌데는 후반 43분 인천에서의 데뷔골을 기록하며 팀의 2-0 승리를 이끌었다. 2019시즌 케힌데는 인천에서 리그 14경기 출전 1골로 시즌을 마무리했으며 2020시즌에도 인천에 잔류했다. 하지만 2020년 5월 23일에 열린 수원 삼성 블루윙즈와의 경기에서 십자인대가 파열되는 부상을 입으며 시즌아웃되었다. 이후 2020시즌 여름 이적시장을 앞두고 인천과의 계약을 해지했다.

## 국가대표팀 경력
케힌데는 나이지리아 U-17 축구 국가대표팀과 U-18 대표팀에 차출된 적이 있으며 각 대표팀에서 1경기씩 출장을 했다.